# Campionati europei di skeleton 1986
I Campionati europei di skeleton 1986, sesta edizione della manifestazione organizzata dalla Federazione Internazionale di Bob e Skeleton, si sono tenuti a Sankt Moritz, in Svizzera, sulla pista Olympia Bobrun St. Moritz–Celerina, il tracciato naturale sul quale si svolsero le competizioni del bob ai Giochi di Sankt Moritz 1928 e di Sankt Moritz 1948. La località elvetica ha quindi ospitato le competizioni europee per la prima volta nel singolo maschile.

## Risultati

### Skeleton uomini
| Pos. | Atleti        | Nazione  |
| ---- | ------------- | -------- |
|      | Nico Baracchi | Svizzera |
|      | Andi Schmid   | Austria  |
|      | Erich Graf    | Svizzera |

## Medagliere
| Pos.   | Paese    | Oro | Argento | Bronzo | Totale |
| ------ | -------- | --- | ------- | ------ | ------ |
| 1      | Svizzera | 1   | 0       | 1      | 2      |
| 2      | Austria  | 0   | 1       | 0      | 1      |
| Totale | Totale   | 1   | 1       | 1      | 3      |